# Ziko
Artur Antuneš Koimbra (port. Arthur Antunes Coimbra) poznatiji kao Ziko (port. Zico; Rio de Ženeiro, 3. mart 1953) bivši je brazilski fudbaler i trener.

## Spoljašnje veze
- Zikova službena stranica
- Ziko Архивирано на веб-сајту  (29. новембар 2005)
- Profil
- Ziko: golovi